# 14. Seimas
Der 14. Seimas ist das litauische Parlament (Seimas), gewählt im Oktober 2024 in der Parlamentswahl in Litauen 2024 für die Legislaturperiode von 2024 bis 2028. Die erste Sitzung fand am 14. November 2024 statt. Sie wurde vom ältesten Seimas-Mitglied, Birutė Vėsaitė, geleitet. Zum Parlamentspräsidenten wurde der zentrum-linke Politiker Saulius Skvernelis ausgewählt.

## Vorsitzende

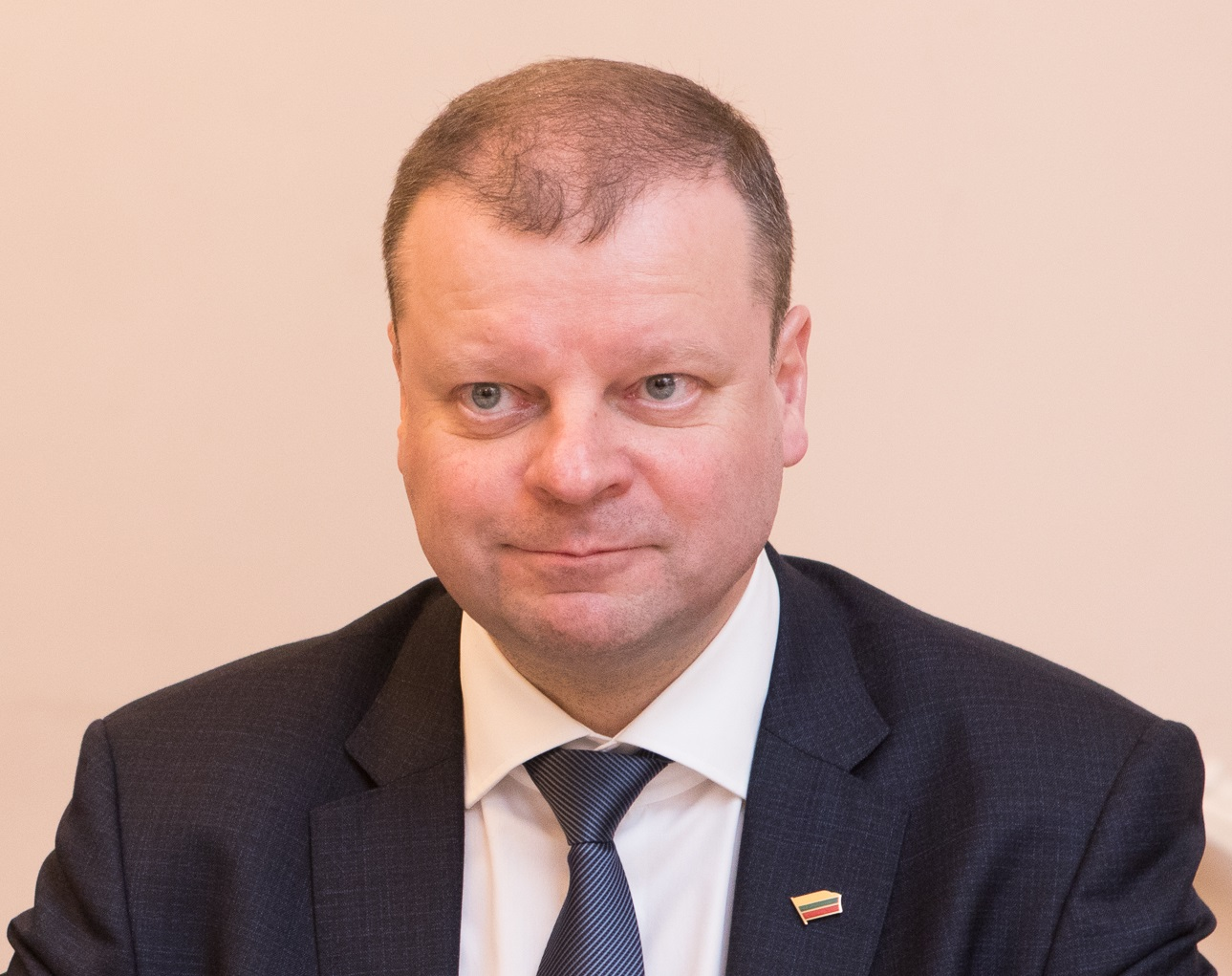
Saulius Skvernelis, Parlamentspräsident

- Seit dem 14. November 2024: Saulius Skvernelis (* 1970), DSVL

## Stellvertretende Vorsitzende

Juozas Olekas, erster stellvertretender Parlamentsvizepräsident

Parlamentsvizepräsidenten seit dem 14. November 2024
- Erster Stellvertreter Juozas Olekas  (* 1955), Mikrochirurg, LSDP
- Stellvertreterin Rasa Budbergytė (* 1960), Verwaltungsjuristin, LSDP
- Stellvertreterin Orinta Leiputė  (* 1973), Pädagogin, LSDP
- Stellvertreterin Agnė Širinskienė (* 1975), Theologin und Juristin, PPNA
- Stellvertreterin Viktorija Čmilytė-Nielsen (* 1983), Philologin; ernannt als Oppositionsvertreterin der LRLS
- Stellvertreterin Radvilė Morkūnaitė-Mikulėnienė (* 1984), Pianistin; ernannt als Oppositionsvertreterin der TS-LKD

## Mitglieder
64 Mitglieder wurden zum ersten Mal ins Parlament ausgewählt:
- 34 Mitglieder der LSDP (Vaida Aleknavičienė, Laura Asadauskaitė-Zadneprovskienė, Saulius Čaplinskas, Giedrius Drukteinis, Tadas Prajara, Inga Ruginienė, Ruslanas Baranovas, Remigijus Motuzas, Darius Razmislevičius, Audrius Radvilavičius, Robertas Kaunas, Laurynas Šedvydis, Roma Janušonienė, Ramūnas Vyžintas, Andrius Busila, Jurgita Šukevičienė, Alvydas Mockus, Modesta Petrauskaitė, Violeta Turauskaitė, Ingrida Braziulienė, Tomas Martinaitis, Saulius Luščikas, Ilona Gelažnikienė, Lilija Vaitiekūnienė, Tadas Barauskas, Šarūnas Birutis, Karolis Podolskis, Algimantas Radvila, Indrė Kižienė, Darius Jakavičius, Šarūnas Šukevičius, Jūratė Zailskienė, Martynas Katelynas),
- 16 Mitglieder von „Nemuno aušra“ (Kęstutis Bilius, Saulius Bucevičius, Petras Dargis, Martynas Gedvilas, Vytautas Jucius, Mantas Poškus, Robert Puchovič, Lina Šukytė-Korsakė, Dainius Varnas, Dainoras Bradauskas, Daiva Žebelienė, Daiva Petkevičienė, Daiva Žebelienė, Tadas Sadauskis, Tomas Domarkas und Karolis Neimantas),
- 5 Mitglieder der Tėvynės Sąjunga (Prof. Raimondas Kuodis, Regierungskazlerin Giedrė Balčytytė, Liudas Mažylis, Liutauras Kazlavickas und Daiva Ulbinaitė),
- 3 Mitglieder der Lietuvos valstiečių ir žaliųjų sąjunga (ehemaliges Europaparlament-Mitglied Bronis Ropė, Rechtsanwalt Prof. Ignas Vėgėlė und Eimantas Kirkutis),
- 3 Mitglieder von Demokratų sąjunga Vardan Lietuvos (Linas Urmanavičius, Agnė Jakavičiūtė-Miliauskienė und Giedrimas Jeglinskas),
- liberaler Politiker und Sportler Jevgenij Šuklin, parteiloser Vitalijus Šeršniovas und Vytautas Sinica, Listenführer von Nacionalinis susivienijimas.[1]

Unter den Mitgliedern sind 8 Millionäre. Das reichste Mitglied des Seimas ist Dainoras Bradauskas (Vertreter der „Nemuno aušra“), gefolgt von Gintautas Paluckas, dem Führer der Litauischen Sozialdemokratischen Partei; der dritte ist der Rechtsanwalt und Professor Ignas Vėgėlė (Union der Litauischen Bauern und Grünen, LVŽS), der vierte ist Artūras Zuokas (der Vorsitzende der Partei Freiheit und Gerechtigkeit, ehemaliger Bürgermeister der Hauptstadt Vilnius), der fünfte ist der liberale Politiker Arminas Lydeka (zur 6. Amtszeit ausgewählt), der sechste Šarūnas Birutis, der siebente Bronis Ropė (ehemaliger Europaabgeordneter) und der achte Kazys Starkevičius (der Landwirtschaftsminister).